# Іванкова
Іванкова — село в Україні, у Верхнянській сільській територіальній громаді Калуського району Івано-Франківської області.

## Історія

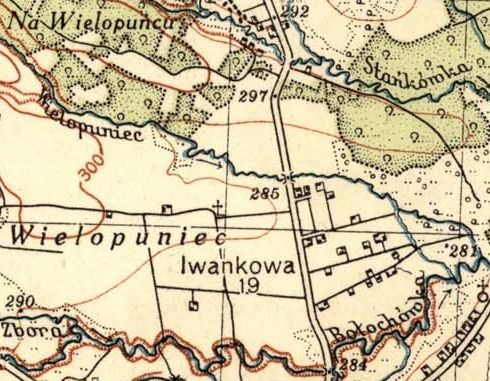
Іванкова 1938 рік

У 1938 році в селі налічувалося 19 хат.

## Географія
Селом протікає потік Велопунець і на південно-східній околиці впадає у річку Болохівку.

## Сьогодення
9 вересня 2019 р. в селі відкрили футбольну ДЮСШ. В селі наявний якісний стадіон.

## Вулиці

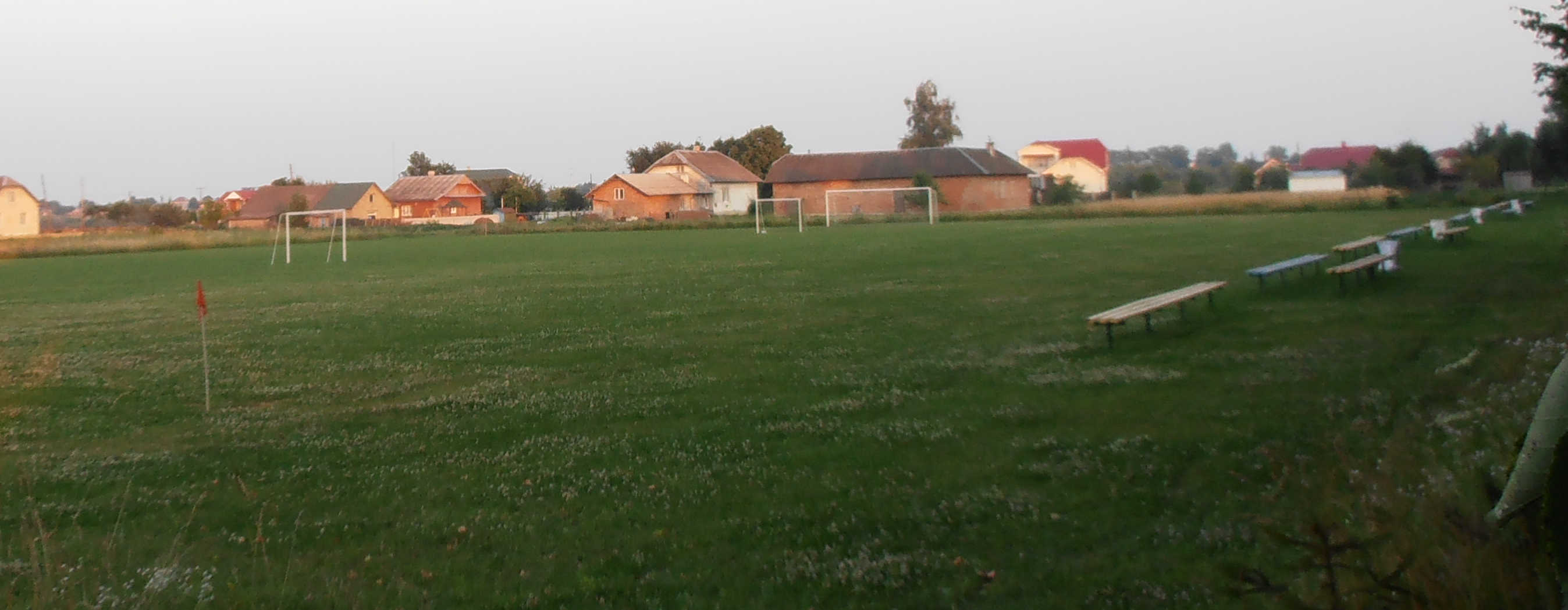
Стадіон

У селі є вулиці:
- Воїнів УПА
- Івана Франка
- Лесі Українки
- Мельника
- Назарія Яремчука
- Станківська
- Шептицького
- Чорновола